# Zestigvoet
De Zestigvoet (ook: Zestig Voet) is een kreek die zich bevindt in de Groot-Kieldrechtpolder in de Nederlandse provincie Zeeland. 
De kreek werd afgedamd in 1664 en is tegenwoordig een natuurgebied. Het gebied is in trek bij tal van watervogels. Langs de oevers lopen enkele wandelpaden, van de Kielweg tot de Statenboomweg. De kreek wordt beheerd door Staatsbosbeheer en meet 26 ha.